# Список объектов всемирного наследия ЮНЕСКО в Эстонии
В списке Всеми́рного насле́дия ЮНЕ́СКО в Эсто́нской Респу́блике значится 2 наименования (на 2014 год), это составляет 0,2 % от общего числа (1248 на 2025 год). Оба объекта включены в список по культурным критериям. Кроме этого, по состоянию на 2014 год, 3 объекта на территории Эстонии находятся в числе кандидатов на включение в список всемирного наследия. Эстонская Республика ратифицировала Конвенцию об охране всемирного культурного и природного наследия 27 октября 1995 года. Первый объект, находящийся на территории Эстонии, был занесен в список в 1997 году на 21-й сессии Комитета всемирного наследия ЮНЕСКО.

## Список
В данной таблице объекты расположены в хронологическом порядке их добавления в список всемирного наследия ЮНЕСКО.
| # | Изображение | Название                                                   | Местоположение | Время создания | Год внесения в список | №    | Критерии    |
| - | ----------- | ---------------------------------------------------------- | --- | -------------- | --------------------- | ---- | ----------- |
| 1 |             | Исторический центр (Старый город) Таллинна (эст. Vanalinn) | Уезд: Харьюмаа | С XIII в.      | 1997                  | 822  | ii, iv      |
| 2 |             | Геодезическая дуга Струве (фин. Struven ketju) (3 пункта)  | Уезды: Ляэне-Вирумаа, Тартумаа (Совместно с Норвегией , Швецией , Финляндией , Россией , Латвией , Литвой , Белоруссией , Молдавией , Украиной ) | XIX в.         | 2005                  | 1187 | ii, iii, vi |

## Предварительный список
В таблице объекты расположены в порядке их добавления в предварительный список. В данном списке указаны объекты, предложенные правительством Эстонии в качестве кандидатов на занесение в список всемирного наследия.
| # | Изображение | Название                                                        | Местоположение                                            | Время создания | Год внесения в список | №    | Критерии         |
| - | ----------- | --------------------------------------------------------------- | --------------------------------------------------------- | -------------- | --------------------- | ---- | ---------------- |
| 1 |             | Епископский замок в Курессааре (эст. Kuressaare piiskopilinnus) | Город: Курессааре Уезд: Сааремаа                          | 1381           | 2002                  | 1716 | iv               |
| 2 |             | Балтийский глинт (эст. Balti klint)                             | Остров: Осмуссаар Уезд: Ляэнемаа, часть уезда Ида-Вирумаа | —              | 2004                  | 1852 | vii, viii, ix, x |
| 3 |             | Леса на острове Сааремаа                                        | Ближайший город: Курессааре Уезд: Сааремаа                | —              | 2004                  | 1854 | смешанные        |

## Исключённые объекты
Часть объектов была ранее исключена ЮНЕСКО из Предварительного списка по той или иной причине. Источники: , 
| # | Изображение | Название                                   | Местоположение            | Время создания | Год внесения в список | № | Причина                             |
| - | ----------- | ------------------------------------------ | ------------------------- | -------------- | --------------------- | - | ----------------------------------- |
| 1 |             | Метеоритный кратер «Каали»                 | Уезд: Сааремаа            | —              | 1996                  | — | Не включен в Предварительный список |
| 2 |             | Национальный парк «Карула»                 | Уезды: Вырумаа и Валгамаа | —              | 1996                  | — | Не включен в Предварительный список |
| 3 |             | Западно-Эстонский (Моонзундский) архипелаг | Уезды: Сааремаа и Хийумаа | —              | 1996                  | — | Не включен в Предварительный список |
| 4 |             | Национальный парк «Соомаа»                 | Уезд: Вильяндимаа         | —              | 2004                  | — | Не включен в Предварительный список |